# Film collage
Le film collage est un style de film souvent expérimental consistant en la juxtaposition d'images d'origines disparates (notamment de found footage).
Quand il mêle des images d'archives, ce style peut donner lieu à des documentaires et, quand il détourne des images, à des films de fiction.

## Histoire
Ce style de film trouve sa source dans le surréalisme dans les années 1930. Il connaît une renaissance en 1958 avec A Movie de Bruce Conner.

## Exemples de films collages
- 1936 : Rose Hobart de Joseph Cornell
- 1958 : A Movie de Bruce Conner
- 1968 : The Movie Orgy de Joe Dante
- 1975 : T'as pas 100 balles ? (Brother, Can You Spare a Dime ?) de Philippe Mora
- 1988-1998 : Histoire(s) du cinéma de Jean-Luc Godard
- 1998 : Human Remains de Jay Rosenblatt
- 2002 : Decasia de Bill Morrison
- 2003 : Tarnation de Jonathan Caouette
- 2003 : Los Angeles Plays Itself de Thom Andersen
- 2008 : Mock Up on Mu de Craig Baldwin
- 2008 : La Mémoire des anges de Luc Bourdon
- 2018 : Le Livre d'image de Jean-Luc Godard
- 2021 : Et j'aime à la fureur d'André Bonzel